# Жимон (река)
Жимон (фр. Gimone) је река у Француској. Дуга је 136 km. Улива се у Гарону. 